# Телевизионен канал
Телевизионна мрежа пренасочва насам.  За филма от 1976 г. вижте Телевизионна мрежа (филм).
Телевизионен канал е физически или виртуален канал за комуникация, по който се разпространяват телевизионни сигнали. За наземно (ефирно) радиоразпръскване на телевизионни сигнали с честотна модулация УКВ-ЧМ са отделени честотните ленти 49-100 MHz (метров обхват-1), 174-230 MHz (метров обхват-2) и 470-862 MHz (дециметров обхват). Каналите могат да се споделят от различни предаватели или оператори на кабелна телевизия в зависимост от местоположението или доставчика на медийни услуги.
В зависимост от международния план за използване на радиочестотите в даден регион каналите за аналогова телевизия са с типична ширина 6, 7 или 8 MHz и затова точните честоти, както и тяхното номериране варират в различните страни и региони. При цифровата телевизия каналите са същите, но чрез технология на мултиплексиране на сигнала (виж мултиплекс), всяка радиочестота може да носи няколко цифрови телевизионни канала.

## В България
В България и в други страни от Източна Европа е приет стандарт, според който спектърът, предназначен за телевизия, се разпределя на 12 телевизионни канала в метровия обхват, с офсет на честотите за изображение и звука от 6.5 MHz и канали от 21 до 69 в дециметровия обхват с офсет от 5.5 MHz..
Разпределението на честотите и телевизионната дейност подлежат на регулация, различна в различните страни (в България честотата се дава с лицензия от Комисия за регулиране на съобщенията, а съдържанието на програмите се наблюдава от Съвета за електронни медии). Едно предприятие може да притежава един или повече телевизионни канали. В България редът за осъществяване на телевизионна дейност се определя от Закона за радиото и телевизията (виж телевизионен оператор).
| ТВ канал | Телевизия                      | Образ        | Образ      | Звук         | Звук       |
| ТВ канал | Телевизия                      | честота, MHz | мощност, W | честота, MHz | мощност, W |
| 7        | Българска национална телевизия | 183.25       | 500        | 189.75       | 250        |